# 藏狼
藏狼（学名：Canis lupus chanco）也称中華狼、蒙古狼，是狼的一个亚种，分布于中亚、蒙古、中国北部、朝鲜半岛以及喜马拉雅山地区等地。曾经与蒙古狼被认定为同一种。体长1.5～1.7米，高68～76厘米，重20～30千克。腿短。毛发浓密，颜色随季节变化。部分科学家认为藏狼可能为家犬的祖先。

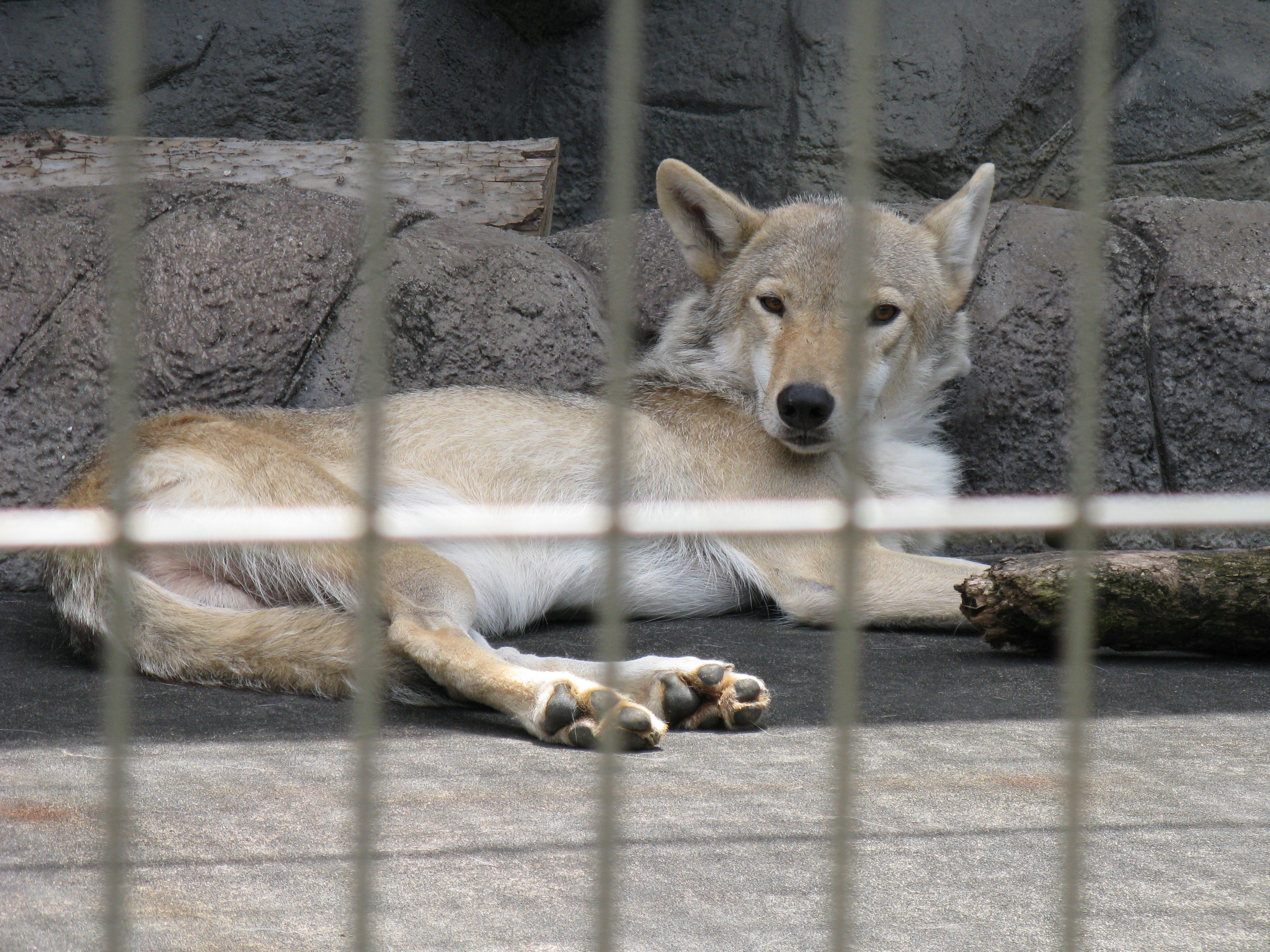
天王寺動物園
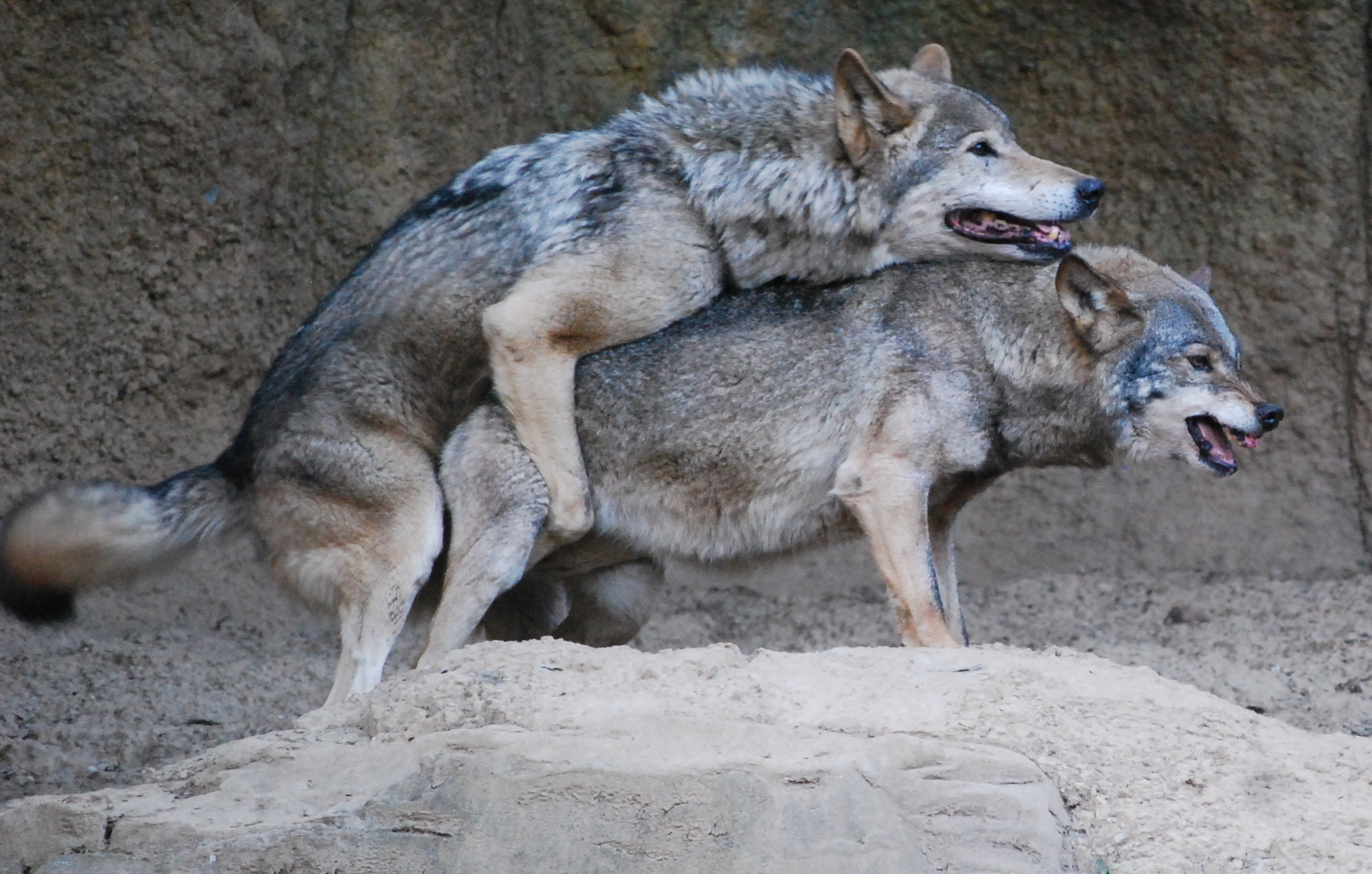
交配
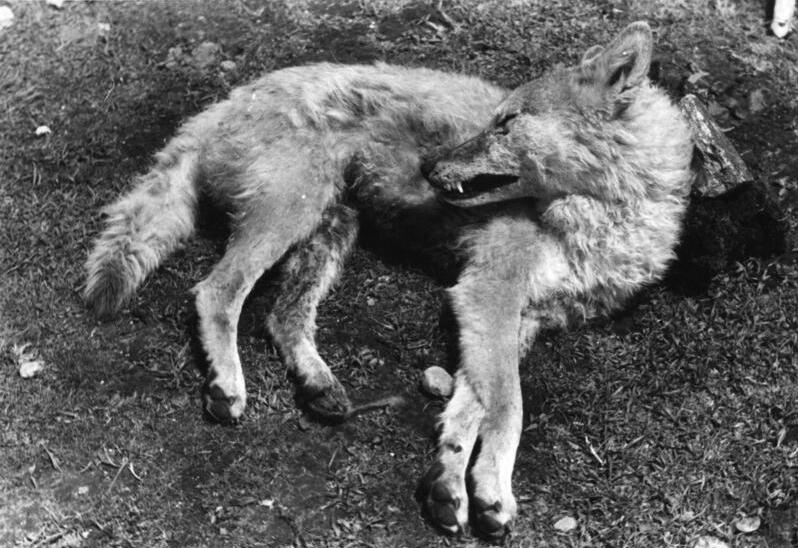
1938年